# توبي هرنانديز
توبي هرنانديز (بالإسبانية: Toby Hernández)‏ هو لاعب كرة قاعدة فنزويلي، ولد في 30 نوفمبر 1958 في غواريكو في فنزويلا.

## وصلات خارجية
- توبي هرنانديز على موقعبيزبول رفرنس.كوم (الدوري الرئيسي) (الإنجليزية)